# Raków (Baborów)

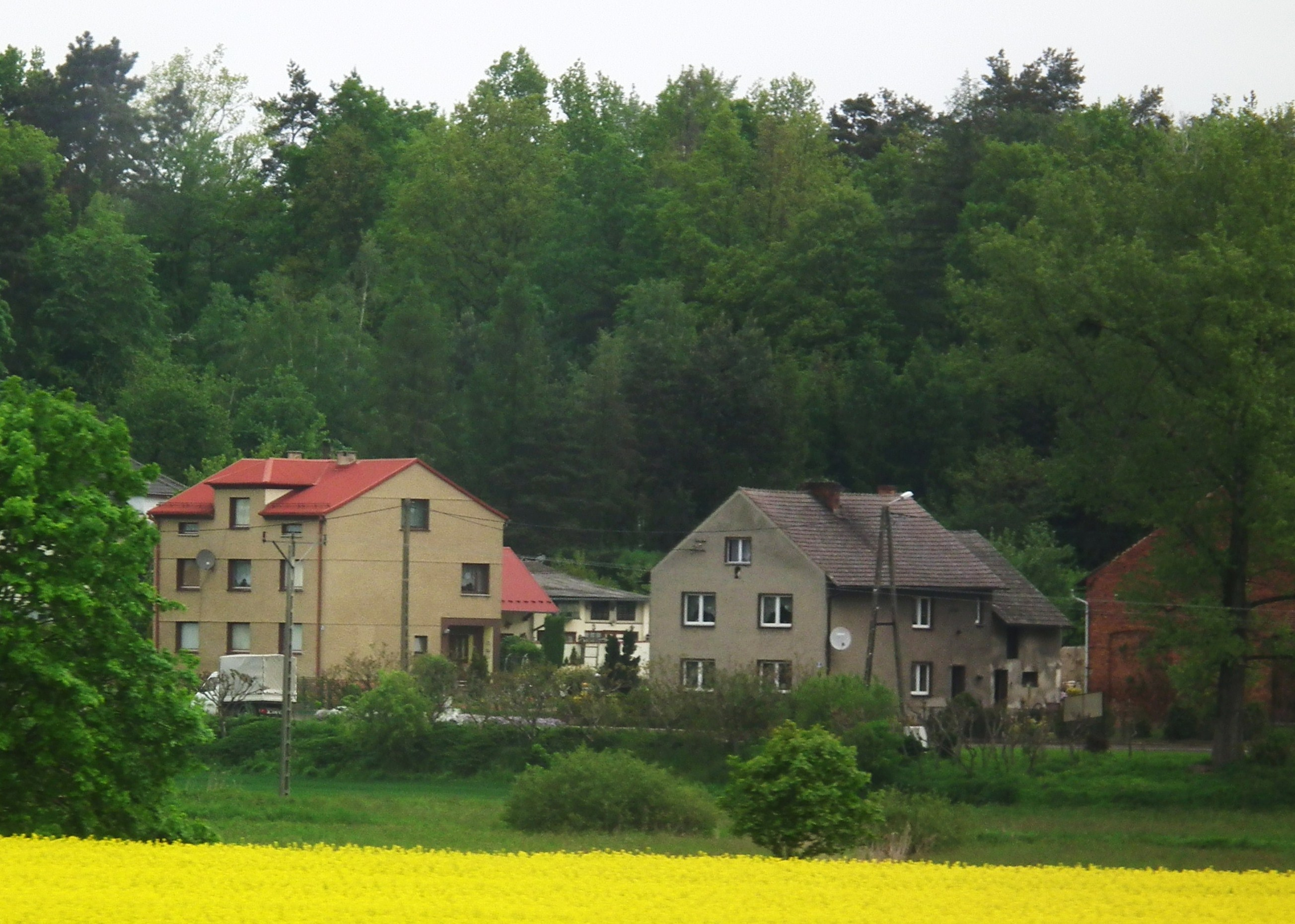
Dorfpartie

Raków (deutsch Rakau, tschechisch Rakov) ist ein Ort in der Landgemeinde Baborów im Powiat Głubczycki der Woiwodschaft Opole in Polen.

## Geographie
Das Straßendorf Raków liegt fünf Kilometer südöstlich von Baborów, 19 Kilometer südöstlich von Głubczyce (Leobschütz) und 75 Kilometer südlich von Opole (Oppeln) in der Nizina Śląska (Schlesische Tiefebene) an der Psina (Zinna), einem linken Zufluss der Oder. Raków liegt an der stillgelegten Bahnstrecke Racibórz–Krnov.
Nachbarorte von Raków sind im Nordwesten Dzielów (Eiglau), im Nordosten Krowiarki (Preußisch Krawarn) und im Südosten Tłustomosty (Stolzmütz).

## Geschichte
Der Ort wurde 1223 erstmals als Rachov und Rachow erwähnt. 1377 und 1434 wurde der Ort als Rakow erwähnt. Der Ortsname leitet sich voraussichtlich vom polnische Begriff rak (dt. Krebs) ab.
Nach dem Ersten Schlesischen Krieg 1742 fiel Rakau mit dem größten Teil Schlesiens an Preußen. 1784 wurde im Ort eine Schule eingerichtet.
Nach der Neuorganisation der Provinz Schlesien gehörte die Landgemeinde Rakau ab 1816 zum Landkreis Leobschütz im Regierungsbezirk Oppeln. 1845 bestanden im Dorf ein Schloss, ein Vorwerk, eine Wassermühle, eine Brennerei, eine katholische Schule und 79 Häuser. Im gleichen Jahr lebten in Rakau 488 Menschen, allesamt katholisch. 1861 zählte Rakau ein Kretscham, 2 Bauern-, 43 Gärtner- und 20 Häuserstellen. 1874 wurde der Amtsbezirk Rakau gegründet, welcher die Landgemeinden Eiglau, Rakau und Stolzmütz und die Gutsbezirke Rakau und Stolzmütz umfasste. Erster Amtsvorsteher war der Rittergutsbesitzer Latzel in Rakau.
Bei der Volksabstimmung in Oberschlesien am 20. März 1921 stimmten in Rakau 342 Personen für einen Verbleib bei Deutschland und 15 für Polen. Rakau verblieb wie der gesamte Stimmkreis Leobschütz beim Deutschen Reich. 1933 zählte der Ort 638, 1939 wiederum 585 Einwohner. Bis 1945 gehörte der Ort zum Landkreis Leobschütz. Beim Einmarsch der Roten Armee in Rakau wurden zahlreiche Gebäude niedergebrannt, darunter auch das örtliche Schloss.
1945 kam der bisher deutsche Ort unter polnische Verwaltung, wurde in Raków umbenannt und der Woiwodschaft Schlesien angeschlossen. 1950 wurde Raków der Woiwodschaft Oppeln zugeteilt. 1999 wurde es Teil des wiedergegründeten Powiat Głubczycki.

## Sehenswürdigkeiten
- Die römisch-katholische Liebfrauenkirche (poln. Kościół Najświętszej Marii Panny) wurde 1904 aus Backstein im neogotischen Stil errichtet. Zuvor bestand an gleicher Stelle eine baufällige hölzerne Kapelle. Der angrenzende Friedhof wurde 1922 angelegt.[3]
- Denkmal für die Gefallenen des Ersten Weltkriegs
- Steinernes Wegekreuz

## Vereine
- Freiwillige Feuerwehr OSP Raków
- Fußballverein LZS Piast Raków